# Lukavica (Dimitrovgrad)
Pour les articles homonymes, voir Lukavica.
Lukavica (en serbe cyrillique : Лукавица) est un village de Serbie situé dans la municipalité de Dimitrovgrad, district de Pirot. Au recensement de 2011, il comptait 368 habitants.

## Démographie
| 1948 | 1953 | 1961 | 1971 | 1981 | 1991 | 2002 | 2011 |
| ---- | ---- | ---- | ---- | ---- | ---- | ---- | ---- |
| 233  | 230  | 185  | 287  | 407  | 473  | 429  | 368  |

|  |